# Stemma della Galizia
Lo stemma della Galizia è descritto nella Legge spagnola n° 5 del 29 maggio 1984, la Legge dei simboli della Galizia.

## Descrizione
Lo stemma della Galizia presenta, su un campo d'azzurro, un calice d'oro con un'ostia d'argento, accompagnati da sette croci d'argento, tre per lato e una in alto.
La corona reale è rossa, con bordo d'oro incastonato di pietre preziose e ornato da otto foglie d'acanto, di cui cinque visibili. Ogni foglia accoglie una perla e da esse nascono cinque barre che convergono in un globo azzurro, con semimeridiano ed equatore in oro, il tutto sormontato da una croce d'oro.

## Significato
Le sette croci argentate rappresentano ciascuna delle sette province in cui era diviso l'antico Regno di Galizia: Santiago, Betanzos, Mondoñedo, Tui, Lugo, Ourense, La Coruña. A ciascuno di questi territori corrispondeva, infatti, una croce. Il santo graal al centro rappresenta il privilegio eccezionale di cui gode la Cattedrale di Lugo di mostrare pubblicamente l'ostia consacrata, mentre la corona, presente negli stemmi di altre comunità autonome, indica l'appartenenza della Galizia alla monarchia spagnola.
A séguito della divisione territoriale della Spagna nel 1833, le sette province galiziane furono soppresse e la regione suddivisa in quattro nuove province, che sono le attuali.